# Vrouwen Electriciteits Vereeniging
De Vrouwen Electriciteits Vereeniging (VEV) werd op 7 september 1932 opgericht door Rosa Manus om vanaf 1933 verder te gaan als de Nederlands(ch)e Vrouwen Electriciteitsvereeniging, of later Nederlandse Vrouwen Energievereniging (NVEV).
Het doel van de vereniging was het toepassingen en het gebruik bevorderen van elektriciteit, met name in het belang van vrouwen en in een zo’n ruim mogelijke zin. De elektriciteitsproducenten meenden juist bij vrouwen draagvlak te vinden voor de modernisering “electrificering” van de maatschappij door het gebruik van huishoudelijke apparaten en vooral elektrisch koken.
In 1939 had de vereniging 2550 leden, verdeeld over elf afdelingen. Het aan de vereniging verbonden tijdschrift "Bulletin Nederlandsche vrouwen electriciteitsvereniging" had een tweemaal zo hoge oplage. Kerstedities waren zeer populair. In de oorlog werd in het bulletin aandacht besteed aan het energierantsoen. Het tijdschrift verscheen tot 1970, waarna het van titel wijzigde en tot 1973 "Stroom" heette.
Op 22 mei 1973 werd de vereniging opgeheven.